# Sunder Nix
Sunder Lamont Nix (ur. 2 grudnia 1961 w Birmingham, Alabama) – amerykański lekkoatleta, sprinter, brązowy medalista mistrzostw świata z Helsinek w biegu na 400 metrów. Złoty medalista w sztafecie 4 × 400 metrów z igrzysk olimpijskich w Los Angeles. Podczas tych zawodów był także 5. w biegu na 400 metrów.

## Rekordy życiowe
- bieg na 400 metrów – 44,68 Najlepszy wynik na świecie w 1982
- bieg na 440 jardów (hala) – 46,40 (3 marca 1984, Ann Arbor) rekord świata
- bieg na 500 metrów – 1:02,00 (1986)
- bieg na 600 jardów (hala) – 1:09,26 (1983)